# Ostrov (Constanța)
Ostrov é uma comuna romena localizada no distrito de Constanţa, na região de Dobruja. A comuna possui uma área de 171.30 km² e sua população era de 5537 habitantes segundo o censo de 2007.